# Каменное (Липецкая область)
Ка́менное — село Большесамовецкого сельсовета Грязинского района Липецкой области.

## География
Расположено на берегу реки Матыра (Матырское водохранилище).
Названо по обнажениям девонских известняков и каменных ломок.
В селе 7 улиц: Возрождения, Лесная, Набережная, Полевая, Рябиновая, Сельская и Центральная.
На окраине села расположен родник, святой источник Тихвинской иконы Божией Матери.
Сейчас село Каменное застроено дорогими домами, поэтому народ в шутку называет это уютное и красивое место «долиной нищих».

## История
Село Каменное возникло в конце XVII века на месте славянского селища XII—XIV веков. Основано мелкими служилыми людьми.
Церковный приход открылся около 1724 года
В 1848 году на смену старой была построена каменная Никольская церковь (ныне региональный ).
По сведениям 1862 года в казённом и владельческом селе Каменное 2-го стана Липецкого уезда Тамбовской губернии проживало 812 человек (399 мужчин, 413 женщин) в 80 дворах; имелась православная церковь.
По данным начала 1883 года в селе Таволжанской волости Липецкого уезда проживало 900 бывших государственных крестьян (445 мужчин и 455 женщин) в 128 домохозяйствах и 275 собственников из помещичьих крестьян (140 мужчин и 135 женщин) в 47 домохозяйствах (из них 32 на бывшей земле Абоносимовой и 15 — Борыкова), которым принадлежало в сумме 1642,3 десятины удобной и 62,6 десятины неудобной надельной земли. В селе было 236 лошадей, 266 голов КРС, 1443 овцы и 82 свиньи, также 7 хозяйств имели 138 колод пчёл. Имелось 6 промышленных, 1 питейное и 2 торговых заведения. Было 17 грамотных и 2 учащихся (все — мужского пола).
По сведениям 1888 года к селу также относилось крупное имение с экономической запашкой дворянина А. И. Сатина (659 десятин в восьми участках — из неё 301 десятина пахотной, из которой 209 под посевом и 92 под паром, а также 163 десятины заливного сенокоса и 136 — неудобной земли).
В 1911 году в селе вместе с примыкающими деревнями Круглянка (известной позже как Каменное II) и Уварщина было 188 дворов великороссов, занимавшихся земледелием и выкапыванием известкового камня, проживало 1334 человека (642 мужчины и 692 женщины). Была церковно-приходская одноклассная школа. В штате церкви состояли священник и псаломщик; ей принадлежало 33 десятины полевой, 6 десятин сенокосной и 2,5 десятины усадебной земли.
В 1914 году — 1847 жителей (897 мужчин, 950 женщин), церковно-приходская школа.
По переписи 1926 года в селе Каменное Грязинской волости было 350 дворов русских и 1880 жителей (881 мужчина, 999 женщин). По спискам сельскохозяйственного налога на 1928/1929 годы в селе, ставшем центром Каменского сельсовета Грязинского района Козловского округа ЦЧО, было 368 хозяйств (из них 262 в Каменном I и 106 в Каменном II) и 1968 жителей.
К началу войны число дворов значительно сократилось — до 147 в Каменном и 53 в Круглянке, однако Каменное продолжало оставаться центром сельсовета. После войны оба населённых пункта вошли в состав Большесамовецкого сельсовета.
В июле 1986 года была исключена из учётных данных деревня Круглянка.

## Население
| 2009 | 2010 | 2013 |
| ---- | ---- | ---- |
| 67   | ↗74  | ↗81  |

В 2002 году население села составляло 12 человек, русские (75 %).
В 2010 году — 74 жителя (40 мужчин, 34 женщины).